# Розенталь, Марк Дэвид
Марк Дэвид Розенталь (англ. Mark David Rosenthal, род. в 1950 году в Филадельфии) — американский сценарист и кинорежиссёр
, многолетний соавтор сценариста Лоуренса Коннера.
Известен как сценарист шестого фильма «Оригинального сериала» Звёздного пути «Неоткрытая страна», четвёртого фильма оригинальной серии фильмов «Супермен» «В поисках мира» и шестого фильма «Планета обезьян» и первого ремейка одноимённой серии фильмов.
За работу над «Неоткрытой страной» Розенталь был номинирован на премию «Хьюго» за лучшую постановку вместе с Николасом Мейером, Денни Мартином Флинном, Леонардом Нимоем и Лоуренсом Коннером.

## Ранняя жизнь и образование
Розенталь родился в еврейской семье в Филадельфии. Он имеет степень доктора гуманитарных наук Тихоокеанского университета.

## Карьера сценариста
Первой работой Розенталя стал фильм «Легенда о Билли Джин». Затем были «Жемчужина Нила», «Деревенщина в Беверли-Хиллз», «Планета обезьян» Тима Бёртона, «Улыбка Моны Лизы», «Могучий Джо Янг» и «Ученик чародея». Он также работал над первоначальными версиями сценария фильмов «Я, робот» и «Эрагон», которые были позже отданы другим сценаристам. Розенталь написал сценарий (в соавторстве с Коннером) и снял фильм «В толпе» для Orion Studios. В 2016 году Розенталь написал сценарий (с Лоуренсом Коннером, Элисон Макдональд и Чарльзом Мюрреем) для мини-сериала «Корни» и получил номинации на премию «Эмми» за лучший мини-сериал и премию Гильдии сценаристов США за длинную форму адаптированную для телевидения за него.

## Другие выступления
Розенталь является членом Академии кинематографических искусств и наук. Он фигурировал в документальных фильмах «Сказки из сценария: 50 голливудских сценаристов делятся своими историями» (англ. Tales From The Script: 50 Hollywood Screenwriters Share Their Stories) и «Electric Boogaloo: Дикая, нерассказанная история Cannon Films», где подробно описал свой опыт работы над фильмом «Супермен IV: В поисках мира».

## Фильмография
- Легенда о Билли Джин (1985) (с Лоуренсом Коннером)
- Жемчужина Нила (1985) (с Лоуренсом Коннером)
- Супермен IV: В поисках мира (1987) (с Лоуренсом Коннером)
- В толпе[англ.] (1988) (с Лоуренсом Коннером) (режиссёр)
- Часы отчаяния (1990) (с Лоуренсом Коннером)
- Иногда они возвращаются (телефильм) (1991) (с Лоуренсом Коннером)
- Звёздный путь VI: Неоткрытая страна (сюжет) (1991) (с Лоуренсом Коннером)
- Консьерж (1993) (с Лоуренсом Коннером)
- Деревенщина в Беверли-Хиллз (1993) (с Лоуренсом Коннером)
- Меркурий в опасности (1998) (с Лоуренсом Коннером)
- Могучий Джо Янг (1998) (с Лоуренсом Коннером)
- Планета обезьян (2001) (с Лоуренсом Коннером и Уильямом Бройлесем-младшим)
- Улыбка Моны Лизы (2003) (с Лоуренсом Коннером)
- Флика (2006) (с Лоуренсом Коннером)
- Ученик чародея (сюжет) (2010) (с Лоуренсом Коннером)
- Корни (мини-сериал) (сценарист) (2016) (с Лоуренсом Коннером, Элисон Макдональд и Чарльзом Мюрреем)